# Fotosyntetický pigment

Tok energie komplexu světlosběrné antény: Excitace (žluté kroužky) vybuzená pohlcením fotonu se přenáší mezi anténními barvivy (světle zelené kroužky), dokud se nedostane do reakčního centra (tmavě zelené kroužky) nebo je fluorescencí vyzářena (méně časté).

Fotosyntetický pigment či fotosyntetické barvivo je organické barvivo, které využívají fotosyntetizujíci organismy (tedy fotoautotrofové, např. rostliny či sinice) k zachycení sluneční energie (fotonů) při fotosyntéze.
Základními fotosyntetickými barvivy jsou chlorofyly a bakteriochlorofyly. V nich probíhá samotná fotosyntéza.
Doprovodné pigmenty tvoří tzv. „světlosběrný anténní systém“ – pomáhají přenášet zachycenou energii do reakčních center. Mezi doprovodné pigmenty patří:
- Karotenoidy (běžné u většiny rostlin)
  - bezkyslíkaté karoteny
  - kyslíkaté xanthofyly (odpovědné za podzimní barvu listů)
- Fykobiliny (významné jsou u sinic, ruduch a hnědých řas – jejich přítomnost současně s chlorofyly u řas je jedním z podkladů pro hypotézu tzv. endosymbiotické teorie – teorie, podle níž jsou chloroplasty vlastně pozřené, avšak nestrávené sinicové buňky, žijící nyní v symbióze s rostlinou [1])
  - červený fykoerythrin
  - modrofialový fykocyanin